# Агенты «Щ.И.Т.» (3-й сезон)
Третий сезон американского телесериала «Агенты „Щ.И.Т.“», основанного на одноимённой организации из Marvel Comics. Третий сезон сосредоточен на Филе Колсоне и его команде агентов «Щ.И.Т.» и нелюдях, когда они сталкиваются с новыми для мира угрозами. Действие сериала разворачивается в рамках кинематографической вселенной Marvel (КВМ) и он подтверждает непрерывность фильмов франшизы. Производством сезона занимались ABC Studios, Marvel Television и Mutant Enemy Productions, а в качестве шоураннеров выступили Джед Уидон, Морисса Танчароен и Джеффри Белл.
Кларк Грегг вновь исполняет роль Колсона из серии фильмов, и вместе с ним также снимаются члены основного актёрского состава сериала Минг-На Вен, Бретт Далтон, Хлоя Беннет, Иэн Де Кэскер, Элизабет Хенстридж, Ник Блад и Эдрианн Палики. К ним присоединились Генри Симмонс и Люк Митчелл, которых повысили после их повторяющихся гостевых ролей во втором сезоне. Третий сезон был заказан в мае 2015 года, и его снимали с июля этого года по апрель следующего года. Он черпает вдохновение из комикса «Секретные воины», сочетая его с сюжетными линиями нелюдей и Гидры в сериале, при этом проводя параллели с фильмом «Первый мститель: Противостояние» (2016); в сезон также включены связи с другими телесериалами КВМ, как и персонажи из предыдущих работ КВМ. Гленн Хетрик создал грим для мене похожих на людей нелюдей, Legacy Effects обеспечило дополнительные практические эффекты, а FuseFX вернулось, чтобы создавать визуальные эффекты.
Премьера первого эпизода состоялась в Лос-Анджелесе 23 сентября 2015 года, а затем сезон транслировался в течение 22 эпизодов на канале ABC с 29 сентября 2015 года по 17 мая 2016 года. Премьеру посмотрели 4,90 миллионами зрителями, что выше, чем любой эпизод второй половины второго сезона. В целом, у сезона были стабильные рейтинги, и у него были положительные отзывы. Критики чувствовали, что сериал «достиг своего пика» с этим сезоном, и особенно хвалили рискованный бутылочный эпизод «4722 часа», хотя темп сезона получал критику за то, что он временами пытался сделать слишком много. Сериал продлили на четвёртый сезон в марте 2016 года.

## Эпизоды
| № общий | № в сезоне | Название                                            | Режиссёр        | Автор сценария                 | Дата премьеры    | Зрители США (млн) |
| --- | ---------- | --------------------------------------------------- | --------------- | ------------------------------ | ---------------- | ----------------- |
| 45 | 1          | «Законы природы» «Laws of Nature»                   | Винсент Мисиано | Джед Уидон и Морисса Танчароен | 29 сентября 2015 | 4,90              |
| Некто Джоуи выпил смешанный с терригеном рыбий жир, прошёл процесс трансформации, получив способность плавить металлы, и разрушил часть Сиэтла. Агенты Щ.И.Т.а эвакуируют его в самолёт, спасая его от неизвестной организации. Колсон пытается установить личность её главы; пытаясь задержать Розалинд Прайс в метро (она является главой), он и Лэнс Хантер попадают в плен, но сбегают. В то же время Лео Фитц довольно большими усилиями находит рукопись со свойствами Монолита (так назвали инопланетный камень, поглотивший Джемму Симмонс в 22 серии 2 сезона). Дейзи Джонсон и Мак просят Линкольна Кэмпбелла, работающего врачом, помочь Джоуи. На них нападает неизвестный, наши герои противостоят ему, но он уходит невредимым. Президент создаёт отдел по борьбе с новыми угрозами (ОГПУ), который сможет применять любые необходимые средства. Фитц, прочитав содержимое рукописи, в ярости бьёт по Монолиту, но это ни к чему не приводит. Симмонс попала на неизвестную планету, возможно, необитаемую. Появившиеся персонажи: Джоуи Гутьеррес, Розалинд Прайс, Лютер Бэнкс. Вернувшиеся из фильмов: Мэттью Эллис. |            |                                                     |                 |                                |                  |                   |
| 46 | 2          | «Предназначение в машине» «Purpose in the Machine»  | Кевин Танчароен | Дэниэл Дж. Дойл                | 6 октября 2015   | 4,32              |
| Выясняется, что агенты "Щ.И.Т.а" — далеко не единственные, кто изучал или изучает Монолит (он является порталом на планету много старше Земли). Команда приглашает профессора Рэндольфа, появившегося ранее в одном из эпизодов, для изучения Монолита, но тот соглашается лишь после угроз Колсона. Асгардец предлагает вернуть Симмонс, а после уничтожить Монолит. Дейзи приглашает Эндрю Гарнера для работы с Джоуи. Команда отправляется в английский замок, в то время как Грант Уорд похищает Вернера фон Штрукера, сына барона Штрукера, и просит его помочь восстановить "Г.И.Д.Р.у". Хантер просит Мелинду Мэй, находящуюся в отпуске с отцом, разобраться с Уордом, и та соглашается после долгих отказов. Команда большими усилиями возвращает Симмонс и уничтожает Монолит. Вернер записывается к Гарнеру на занятия. Появившиеся персонажи: Вернер фон Штрукер. |            |                                                     |                 |                                |                  |                   |
| 47 | 3          | «Разыскиваемый (Не)людь» «A Wanted (Inhu)man»       | Гарри А. Браун  | Моника Овусу-Брин              | 13 октября 2015  | 3,74              |
| ОГПУ охотится на Линкольна. Команда узнаёт об этом. Она хочет помочь Линкольну, но тот отказывается. Хантер, его старый коллега Спад (член "Г.И.Д.Р.ы") и Мэй договариваются о поставке оружия "Г.И.Д.Р.е" (это часть плана Мэй и Хантера по охоте на Уорда). Симмонс после длительного пребывания на другой планете с трудом привыкает к Земле. Линкольн находит убежище у своего старого друга, но тот сообщает о нём ОГПУ. Колсон и Розалинд договариваются о встрече. Хантер побеждает Спада в драке, в которой он участвовал для возможности поставить оружие. Выясняется, что ОГПУ охотится и на Дейзи, но благодаря Колсону они её не трогают; Линкольн же повторно сбегает. Колсон принимает решение о сотрудничестве с ОГПУ. |            |                                                     |                 |                                |                  |                   |
| 48 | 4          | «Дьяволы, которых ты знаешь» «Devils You Know»      | Рон Андервуд    | Пол Збышевски                  | 20 октября 2015  | 3,85              |
| Лэш нападает на группу нелюдей и убивает всех, кроме Алиши, которая пришла к Колсону и предложила свою помощь. Команда вместе с ОГПУ расследует убийство. Дейзи выясняет, что в сообщениях, полученных убитыми, был вирус, созданный для слежки и устанавливает личность его создателя — Дуайт Фрай. "Щ.И.Т." и ОГПУ врываются к нему домой — он работает на Лэша, находя ему Нелюдей. Мэй временно возвращается на базу. Лэш находит грузовик с Дуайтом, прыгает в него и убивает Дуайта. Позже выясняется, что он (Лэш) — оборотень. Колсон собирает людей для подмоги Хантеру. Мэй и Хантер штурмуют базу "Г.И.Д.Р.ы". Уорду и Кибо удаётся бежать. Уорд приказывает своим людям убить Эндрю Гарнера. Выясняется, что что-то случилось c Симмонс, когда она была по ту сторону портала, и поэтому ей надо вернуться на Мавет. |            |                                                     |                 |                                |                  |                   |
| 49 | 5          | «4722 часа» «4,722 Hours»                           | Джесси Бочко    | Крэйг Титли                    | 27 октября 2015  | 3,81              |
| В серии показывается, как Джемма выживала на планете, куда её телепортировал Монолит, в течение 4722 часов (или 197 дней, что чуть больше, чем полгода), а также её взаимоотношения с астронавтом Уиллом Дэниелсом, попавшим на планету в 2001 году. Фитц и Симмонс решают вернуть Уилла. Появившиеся персонажи: Алвеус / Улей. |            |                                                     |                 |                                |                  |                   |
| 50 | 6          | «Среди нас скрывается...» «Among Us Hide...»        | Дуайт Литтл     | Дрю З. Гринберг                | 3 ноября 2015    | 3,84              |
| Живого, но находящегося в тяжёлом положении Эндрю Гарнера доставляют в штаб. Убийство психиатра предотвратил агент "Щ.И.Т.а". Дейзи предполагает, что Лэш — из ОГПУ. Мэй берёт Бобби на задание по выслеживанию Вернера фон Штрукера, который приведёт их к Уорду, и они в результате операции крадут фальшивые паспорта Вернера. Дейзи, Мак и Хантер начинают следить за Лютером Бэнксом. Выясняется, что Бэнкс — не нелюдь. Дейзи, Мак и Хантер видят, как ОГПУ доставляют на завод Индетекс нелюдя в ящике. Уорду звонит Гидеон Малик, властный человек, работавший с Вольфгангом фон Штрукером, и предлагает сдать ему Вернера в обмен на взаимную помощь. Мэй и Бобби находят Вернера и сражаются с людьми "Г.И.Д.Р.ы", пытающимися убить его. Бобби убивает Кибо. Вернер рассказывает Мэй, что Эндрю Гарнер — Лэш... Вернувшиеся из фильмов: Гидеон Малик. |            |                                                     |                 |                                |                  |                   |
| 51 | 7          | «Теория хаоса» «Chaos Theory»                       | Дэвид Соломон   | Лорен Лефранк                  | 10 ноября 2015   | 3,49              |
| В начале серии показывается флэшбэк, в котором выясняется, как Гарнер стал Лэшом. В наше время "Щ.И.Т." приглашает Розалинд на самолёт. Фитц просматривает материалы, сделанные Симмонс, пока она была на другой планете. Мак встречается с Линкольном, который доказал, что Лэш — из "Щ.И.Т.а". Тем временем Мэй встречается с Эндрю, и тот вынужден вырубить её. Позже он просит её помочь перестать быть Лэшом. Линкольн и Мак возвращаются на самолёт. Во время операции по спасению Мэй и поимке Гарнера тот обращается, и Лэшу начинают противостоять совместные силы "Щ.И.Т.а" и ОГПУ. Позже Лэш обращается обратно в Гарнера, оказывается запертым в камере и ещё позже переданным ОГПУ. Линкольн присоединяется к команде. В конце выясняется, что Розалинд сотрудничает с Гидеоном Маликом (бывший член совета безопасности, появившийся в Мстителях), который сотрудничает с Уордом (и звонил ему в прошлой серии)... |            |                                                     |                 |                                |                  |                   |
| 52 | 8          | «Многие главы одной истории» «Many Heads, One Tale» | Гарри А. Браун  | Джед Уидон и Д. Дж. Дойл       | 17 ноября 2015   | 3,60              |
| "Щ.И.Т." проводит операцию "Прожектор" с целью детальнее изучить ОГПУ. В результате операции выясняется, что эта организация сама создавала Нелюдей без ведома Розалинд под руководством Гидеона Малика. Уорд ценой некоторых усилий находит хранилище фон Штрукера и встречает там Гидеона Малика (причём тот в начале серии организовал покушение на Уорда), который рассказывает ему истинную цель "Гидры". Она заключается в попытке вернуть первого Нелюдя, отправленного на планету с помощью Монолита; но с недавних пор изменилась на создание ему армии Нелюдей. Это же выясняют Фитц и Симмонс, а Уорд должен будет узнать, как "Щ.И.Т.у" удалось вернуть кого-то с этой планеты, взамен на обещание Малика уничтожить "Щ.И.Т.". Появившиеся персонажи: Гийера. |            |                                                     |                 |                                |                  |                   |
| 53 | 9          | «Отмщение» «Closure»                                | Кейт Вудс       | Брент Флетчер                  | 1 декабря 2015   | 3,84              |
| Во время свидания Колсона и Розалинд последнюю убивает Уорд из снайперской винтовки. Колсону, однако, удаётся уйти живым. Он начинает операцию с целью убить Уорда. Агенты по очереди рассказывают Колсону всё, что знают о Уорде, с целью найти его слабые места. Бэнкс, Фитц и Симмонс отправляются в лабораторию НАСА. Там Бэнкса и солдат ОГПУ убивает нелюдь Гийера и ведёт Фитца с Симмонс к Малику. Колсон берет в плен младшего брата Уорда чтобы отследить местоположение Уорда. Им это удаётся — это замок из 2 серии 3 сезона. Мак, оставшийся за главного до конца операции, решает отправиться на помощь Колсону. Он берёт новобранцев — Джоуи и Линкольна. Гидра активирует портал, Уорд, солдаты Гидры и Фитц отправляются на другую планету. Колсон также попадает в портал, прыгнув туда с квинджета. |            |                                                     |                 |                                |                  |                   |
| 54 | 10         | «Мавет» «Maveth»                                    | Джед Уидон      | Джеффри Белл                   | 8 декабря 2015   | 3,85              |
| Отряд Гидры и Фитц ищут нелюдя на Мавете, другой планете. Они находят огромный памятник Гидре на чужой планете, а позже — Уилла. Хантер и Бобби присоединяются к команде Мака. Гидра тем временем подводит к замку нелюдей. "Щ.И.Т." начинает операцию по спасению Фитца, Симмонс и Колсона. Последний наконец приходит в сознание. Джемме удаётся освободиться, и она, пытаясь выбраться, натыкается на помещение, где находятся ящики с нелюдями в стазисе. Она же освобождает Эндрю, который, трансформировавшись, защищает её от Гидры. На Мавете Уилл убивает нескольких солдат Гидры. Колсон же находит Уорда. Команда спасает Симмонс. Лэш убивает всех нелюдей Гидры. Гидра штурмует оккупированный "Щ.И.Т.ом" зал с порталом. Все, кроме Мака и Дейзи, уходят к самолёту. Выясняется, что у Уилла разорвано полноги, но тот это скрывал и не чувствовал боли, потому что на самом деле погиб, спасая Симмонс, а после был поглощён монстром. Портал открывается. Фитц несколько раз стреляет в тело Уилла из пистолета и один — из ракетницы, в результате чего оно сгорает. Колсон убивает Уорда, а из головы Уилла вытекает жидкая субстанция. Мэй выпускает ракеты по замку. Колсон, Мак, Дейзи и Фитц поднимаются в самолёт на капсуле Эндрю. Оказывается, Уорд тоже вернулся с Мавета, но это уже совсем не Уорд... |            |                                                     |                 |                                |                  |                   |
| 55 | 11         | «На круги своя» «Bouncing Back»                     | Рон Андервуд    | Моника Овусу-Брин              | 8 марта 2016     | 3,52              |
| На полицейский конвой в Боготе напал неизвестный. Щ.И.Т. начинает расследование этого дела, в результате которого выясняет, что нападавший — Елена Родригес, нелюдь с невероятной скоростью. Однако она не враждебна, и Щ.И.Т. с её помощью освобождает Бобби и Хантера, захваченных другим нелюдем, Лусио, которого позже забирает к себе Г.И.Д.Р.А. Параллельно с этим Колсон разговаривает с президентом США на тему ОГПУ, Гидеона Малика и нелюдей. Колсон, чтобы хоть как-то выйти на Малика, использует машину воспоминаний на Вернере фон Штрукере. Президент назначает главой ОГПУ Тэлбота, который, по словам президента, будет подчиняться Колсону. Улей, в теле Уорда, в это время набирается сил. Появившиеся персонажи: Елена Родригес. |            |                                                     |                 |                                |                  |                   |
| 56 | 12         | «Свой человек» «The Inside Man»                     | Джон Терлески   | Крэйг Титли                    | 15 марта 2016    | 2,94              |
| Улью приводят Лусио, и он подчиняет личность нелюдя, что до этого он сделал с Гийерой. Щ.И.Т. готовится к конференции по поводу распространения нелюдей. При этом за Колсоном и Тэлботом следит Карл Крил, который оказывается телохранителем Тэлбота. Колсон решает взять Крила на конференцию. Там Щ.И.Т. пытается определить, кто поставляет информацию Малику. Операция чуть не проваливается из-за того, что Малик взял в плен сына Тэлбота, но Крил и Щ.И.Т. спасают Тэлбота, его сына и Колсона. Фил начинает думать, что Малик отчитывается перед кем-то более могущественным, чем он, и после этих слов демонстрируется набравший силу Улей. |            |                                                     |                 |                                |                  |                   |
| 57 | 13         | «Шпионское прощанье» «Parting Shot»                 | Майкл Зинберг   | Пол Збышевски                  | 22 марта 2016    | 2,88              |
| Щ.И.Т. проводит операцию на Сибирской базе, куда планировали свозить нелюдей, по поимке Малика и предотвращает убийство премьер-министра России одним из них, ведь убийство попытались совершить с целью переворота. Однако Бобби и Хантер, убив Андровича, генерала-нелюдя, пытавшегося убить премьер-министра, и Петрова, делегата от России на симпозиуме по борьбе с нелюдями, попадаются, и их от смерти, а Россию и США — от второй Холодной войны, спасают Колсон и президент Эллис. Но цена высока — Хантер и Бобби вынуждены покинуть Щ.И.Т. |            |                                                     |                 |                                |                  |                   |
| 58 | 14         | «Сторожевые псы» «Watchdogs»                        | Джесси Бочко    | Дрю З. Гринберг                | 29 марта 2016    | 3,20              |
| Оправившийся после травм Феликс Блейк создаёт организацию "Сторожевые псы", узнав, что "Щ.И.Т." был расформирован, с целью защитить мир от людей со сверхспособностями. Об этом узнаёт Колсон и посылает Дейзи, Фитца и Мака проверить здание ОГПУ, атакованное "Сторожевыми псами". Мак навещает своего брата Рубена. Дейзи и Фитц узнают местоположение одной из баз организации, Фитц чуть не погибает, а на Мака и Рубена нападают "Сторожевые псы", но им удаётся спастись. Тем временем Колсон проверяет лояльность Линкольна. |            |                                                     |                 |                                |                  |                   |
| 59 | 15         | «Пространство-время» «Spacetime»                    | Кевин Танчароен | Джед Уидон и Морриса Танчароен | 5 апреля 2016    | 2,81              |
| Некий Эдвин Эббот притрагивается к бездомному Чарльзу Хинтону, который является нелюдем, при прикосновении к которому люди могут видеть чью-то смерть. Он видит будущее, называя имя Дейзи. Когда Щ.И.Т. прибывает, Эббот говорит что видел это уже в своем видении. Неожиданно прилетает корабль Гидры и открывает огонь. Эббот погибает, а Дейзи пытается спасти Чарльза, понимая, что Гидра прилетела за ним. Она дотрагивается до Чарльза и видит будущее, а самого Чарльза всё же забирает Гидра. Дейзи делает всё чтобы предотвратить будущее, считая, что погибнет она. Колсон ищет Гранта Уорда, в то время как Улей заставляют Малика почувствовать власть, убив человека самому. Эндрю Гарнер добровольно сдаётся Щ.И.Т.у, чтобы попрощаться с Мэй, так как после следующего превращения он навсегда останется Лэшом. Чарльз погибает, спасая Дейзи. Притронувшись к нему вновь она видит квинджет в космосе и мёртвого агента Щ.И.Т.а. Появившиеся персонажи: Полли Хинтон. |            |                                                     |                 |                                |                  |                   |
| 60 | 16         | «Потерянный рай» «Paradise Lost»                    | Венди Станцлер  | Джордж Китсон и Шарла Оливер   | 12 апреля 2016   | 3,01              |
| Линкольн и Дейзи отправляются к нелюдю, который может знать, как одолеть Улей. Малик приезжает в имение, где жил в юности. Улей узнаёт постыдную тайну из прошлого Малика, за что убивает его дочь. Колсон с командой берут в плен Гийеру, но тот освобождается и захватывает корабль. Мэй успевает связаться с Дейзи. Дейзи принимает решение собрать Секретных воинов, чтобы помочь команде. Попутно в эпизоде показаны воспоминания из юности Малика. Появившиеся персонажи: Джей Ти Джеймс / Адское пламя. |            |                                                     |                 |                                |                  |                   |
| 61 | 17         | «Команда» «The Team»                                | Элоди Кин       | Д. Дж. Дойл                    | 19 апреля 2016   | 2,85              |
| Секретные воины собраны. Они вторгаются на базу Гидры, спасают команду и берут в плен Малика. Джоуи убивает Лючио. Малик рассказывает Колсону о том что Улей может брать под контроль нелюдей. Кто-то убивает Малика. Колсон понимает что Улей взял под контроль кого-то из нелюдей. Он отправляет всех нелюдей на карантин и расформировывает Секретных воинов. Оказывается что это Дейзи. Она выбирается из карантина, забирая с собой артефакт, взятый у Джеймса, и кристаллы терригена. Уничтожает ангар, чтобы ее не преследовали, и уходит к Улью. |            |                                                     |                 |                                |                  |                   |
| 62 | 18         | «Сингулярность» «The Singularity»                   | Гарри А. Браун  | Лорен Лефранк                  | 26 апреля 2016   | 3,22              |
| Улей подчиняет Алишу и Джеймса, даруя последнему способность заряжать предметы взрывной энергией. Вместе с Дейзи они забирают единственную вещь, способную уничтожить Улей. Фитц и Симмонс просят помощи у доктора Холдена Рэдклиффа, но того забирают Улей и остальные нелюди. Джеймс сражается с Маком. Дейзи сообщает Фитцу, что кто-то из команды скоро умрёт. Улей, Дейзи, Алиша, доктор Рэдклифф и Джеймс, называющий себя Адским огнём, приходят на место, где Крии проводили эксперименты над Ульем. Появившиеся персонажи: Холден Рэдклифф. |            |                                                     |                 |                                |                  |                   |
| 63 | 19         | «Провалившиеся эксперименты» «Failed Experiments»   | Венди Станцлер  | Брент Флетчер                  | 3 мая 2016       | 2,92              |
| События этой серии и следующих трех происходят параллельно с фильмом «Первый мститель: Противостояние». С помощью отобранного у Джеймса артефакта Улей вызывает жнецов Крии, чтобы забрать их кровь для воссоздания эксперимента, породившего Улей и других нелюдей. Мэй, Мак, О'Брайен и другие агенты Щ.И.Т.а отправляются в город, купленный Ульем, однако видят жнеца Крии, который убивает Алишу. Мэй вырубает Джеймса, Мак пытается образумить Дейзи, но она избивает его. Агенты не могут уничтожить Улей и уходят, забрав раненного Мака. Улей и Дейзи убивают жнецов Крии. Дейзи предлагает свою кровь для воссоздания эксперимента. Тем временем Линкольн тестирует на себе анти-токсин, но это заканчивается неудачей. Появившиеся персонажи: Пайпер. |            |                                                     |                 |                                |                  |                   |
| 64 | 20         | «Освобождение» «Emancipation»                       | Винсент Мисиано | Крэйг Титли                    | 10 мая 2016      | 2,93              |
| Генерал Тэлбот прибывает на базу Щ.И.Т.а с целью зарегистрировать нелюдей Колсона. Улей и Адское пламя ловят и превращают Надзирателей в нелюдей. Дейзи устраивает побег Линкольна. Тот садится в квинджет и летит на базу Улья. Однако вместо него прилетает Лэш. Он исцеляет Дейзи от паразитов Улья и убивает новых нелюдей, но погибает от рук Джеймса. Дейзи садится в квинджет и возвращается на базу. Йо-Йо даёт Маку свою цепочку с крестом. |            |                                                     |                 |                                |                  |                   |
| 65 | 21         | «Всепрощение» «Absolution»                          | Билли Гирхарт   | Крис Дингесс и Дрю З. Гринберг | 17 мая 2016      | 3,03              |
| Щ.И.Т. ловит Улей и спасает доктора Рэдклиффа. Это оказывается ловушкой: О'Брайен, Андерсон и несколько других агентов превращаются в Примитивов. Дейзи идёт к освобождённому Улью и просит подчинить её. |            |                                                     |                 |                                |                  |                   |
| 66 | 22         | «Вознесение» «Ascension»                            | Кевин Танчароен | Джед Уидон                     | 17 мая 2016      | 3,03              |
| Улей отказывает Дейзи, она проигрывает ему в бою. Мэй и Фитц спасают Дейзи, а Гийеру убивает Фитц. Йо-Йо заслоняет собой Мака от пуль. Джемма нагревает печь, поэтому Примитивы не могут видеть агентов. Колсон вызывает беспилотный квинджет. Мэй вырубает Джеймса, но он успевает ранить Линкольна. Дейзи, готовая пожертвовать собой, грузит боеголовку в квинджет. Улей уже там, но и Линкольн тоже. Он отталкивает Дейзи и улетает на квинджете с Ульем. Линкольн и Дейзи не успевают попрощаться, поскольку квинджет взрывается в космосе вместе с Линкольном и Ульем. Дейзи уходит из Щ.И.Т.а и становится известна как Дрожь. Она продолжает выполнять обещание — оберегать дочь Чарльза Хинтона. Фитц и Симмонс отдыхают на островах, Рэдклифф создаёт искусственный интеллект АИДУ. Колсон больше не директор, он с Маком ищет Дейзи. Появившиеся персонажи: АИДА, Робин Хинтон. |            |                                                     |                 |                                |                  |                   |

## Актёры и персонажи
| - Кларк Грегг — Фил Колсон - Минг-На Вен — Мелинда Мэй - Бретт Далтон — Грант Уорд и Улей - Хлоя Беннет — Дейзи Джонсон / Дрожь - Иэн Де Кэскер — Лео Фитц - Элизабет Хенстридж — Джемма Симмонс - Ник Блад — Лэнс Хантер - Эдрианн Палики — Бобби Морс - Генри Симмонс — Альфонсо «Мак» Маккензи - Люк Митчелл — Линкольн Кэмпбелл | - Констанс Зиммер — Розалинд Прайс - Эндрю Ховард — Лютер Бэнкс - Хуан Пабло Раба — Джоуи Гутьеррес - Спенсер Трит Кларк — Вернер фон Штрукер - Блэр Андервуд — Эндрю Гарнер - Мэттью Уиллиг — Лэш - Пауэрс Бут — Гидеон Малик - Марк Дакаскос — Гийера - Наталия Кордова-Бакли — Елена «Йо-Йо» Родригес - Эдриан Пасдар — Гленн Тэлбот - Аксель Уайтхед — Дж. Т. Джеймс / Адское пламя - Джон Ханна — Холден Рэдклифф | - Уильям Сэдлер — Мэттью Эллис - Джеймс Хонг — Уильям Мэй - Питер Макникол — Эллиот Рэндольф - Тайлер Риттер — Томас Уорд - Брайан Патрик Уэйд — Карл Крил - Титус Уэлливер — Феликс Блейк - Джоэл Кортни — Натаниэль Малик - Рид Даймонд — Дэниел Уайтхолл - Дерек Филлипс — О'Брайен |

## Производство

### Разработка
В марте 2014 года исполнительный продюсер Джеффри Белл заявил на PaleyFest, что продюсеры и сценаристы могут читать сценарии предстоящих фильмов кинематографической вселенной Marvel, чтобы знать, в каком направлении идёт вселенная, что позволило им сформировать общий план шоу до конца третьего сезона. Сериал был продлён на третий сезон 7 мая 2015 года. К апрелю 2015 года Marvel разрабатывало спин-офф сериала для сопровождения сезона с Эдрианн Палики и Ником Бладом в главных ролях, но ABC решило отказаться от этого, а президент развлечений Пол Ли сказал: «Мы подумали, что сейчас самое правильное — это оставить [Палики и Блада] в „Щ.И.Т.е“, потому что „Щ.И.Т.“ очень силён на данный момент».
Однако пилот спин-оффа был заказан в августе 2015 года, и сериал назывался «Особо опасные». Белл и исполнительный продюсер «Агентов „Щ.И.Т.“» Пол Збышевски разработали сериал, работая над сюжетной линией Хантера и Морс для третьего сезона, готовя их перейти в спин-офф. Белл объяснил, что это будет основой «Особо опасных», точно определив, кто персонажи, такие как Хантер и его отсутствие верности «Щ.И.Т.у» и идеологиям — «ничего конкретного о шоу, это просто тот, кем является Хантер» — и что пока персонажи находятся «в „Ш.И.Т.е“, мы хотим воспользоваться тем, кто они есть, и дать зрителям как можно больше их отношений друг с другом и с другими людьми. Мы знаем, что существует потенциальный неизбежный конец, и поэтому ими нельзя пренебрегать».
Хантера и Морс убрали из сериала в эпизоде «Шпионское прощанье», где они уходят из «Щ.И.Т.а», так как Палики и Блад «физически должны были уйти, чтобы сняться в пилоте... Им пришлось перестать быть в „Агентах“ и готовиться к пилоту, а затем сняться в пилоте и всё такое, так что для нас не было смысла в том, чтобы они были во всех этих эпизодах, затем их не было двух или трёх эпизодах, а затем снова вернуть их и опять убрать». На вопрос о том, смогут ли они вернуться в сериал в какой-то момент, Белл сказал: «Я не могу ответить на этот вопрос, но могу сказать, что это было бы своего рода мошенничеством так сильно заставить Мака, чтобы бы потом отказаться от этого — не то чтобы мы не возвращали персонажей из мёртвых. Мы хотим, чтобы это было заслуженным».

### Сценарий
Какого это быть другим?... Я думаю, что это метафора, на которую люди действительно откликаются, будь то это цвет вашей кожи или ваша религия, или вы гей. Современный мир становится всё более и более восприимчивым к этим вещам, но всё ещё не означает, что у них нет проблем... вы можете сказать кому-то, со временем станет лучше, но это не означает, что это будет лучше для них. Когда вы берёте это и выражаете в терминах Marvel, это будет: «Ладно, всё, к чему я прикасаюсь, превращается в лёд... что со мной будет? И хочу ли я жить в этом мире?»
В мае 2015 года Белл сказал, что написание сценариев для третьего сезона начнётся в следующем месяце, и что действие сюжета будет происходить через шесть месяцев после событий, которыми завершился второй сезон. Белл заявил, что «Щ.И.Т.» будет изображён таким, каким он был во втором сезоне, подпольным, с небольшими «карманами» «Щ.И.Т.а» по всему миру, как после выхода фильма «Первый мститель: Другая война» «мы поняли, что нам нравятся наша команда... как аутсайдеры, в отличие от гигантской, мощной организации АНБ, которая может делать практически всё».
По поводу персонажей, которые могут появиться в этом сезоне, Белл сказал в мае 2015 года, что «идея некоторых знакомых лиц — это то, чего стоит ждать с нетерпением. Я также думаю, что находить новых персонажей Marvel и втягивать их во вселенную круто, было бы круто. У фанатов, кажется, персонажи из комиксов Marvel и кинематографической вселенной Marvel находят отклик». Позже он объяснил, что у сериала есть возможность исследовать нелюдей за пределами Королевской семьи (которые являются главным фокусом комиксов, телесериала и ранее запланированного фильма). В этом сезоне персонаж Иден Феси упоминается как нелюдь, в то время как в комиксах он — мутант. Это изменение связано с тем, что 20th Century Fox контролировала права на кино и телевидение для большинства людей Икс и персонажей-мутантов из Marvel.
Когда его спросили о возможных намёках, сделанных в финале второго сезона на адаптацию «Секретных воинов», Белл отметил, что сериал разделяет персонажа Дейзи Джонсон с этим комиксом, и «идея команды сильных людей — это то, что мы видели в шоу... Я думаю, что в будущем есть мир, где мы делаем нашу версию». Уточняя это и то, что сериал работает с многими люди с суперсилой, представленными во втором сезоне, Белл сказал: «В людях, кажется, люди с сверхспособностями в шоу находят отклик, и хотя это не будет основой того, о чём наше шоу, в качестве текстуры и аромата историй, мы действительно наслаждаемся этим. Сам факт того, что теперь есть нелюди — это то, что мы, я думаю, должны исследовать». Позже он уточнил, что персонажи не должны быть нелюдьми, чтобы присоединиться к Секретными воинам, у них всего лишь должны суперсилы, и что не каждому персонажу с суперсилой будет позволено присоединиться, учитывая, что Дейзи потребовались годы обучения, чтобы получить силы, чтобы присоединиться к команде, и поэтому аналогичные правила будут применяться к другим потенциальным членам. Исполнительные продюсеры Морисса Танчароен и Джед Уидон также обсудили Секретных воинов; Танчароен предупредила об «очень медленном построении» к команде, а Уидон объяснил: «Мы считаем своим долгом перед Кинематографической вселенной не гипер-ускорять то, у скольких людей есть суперсилы... Мы не хотим, чтобы там была тысяча со сверхспособностями, учитывая, что в основе шоу лежит то, какого это не иметь сил в мире с властью».
В сентябре 2015 года Танчароен заявила, что общая тема сезона, исследуемая с каждым персонажем, заключается в том, что они «пытаются снова наладить контакт со своей человечностью в мире, где появляются нелюди», а Уидон добавил, что природа пар — некоторые из них распались в предыдущих эпизодах, некоторые вновь сходятся вместе, а также потенциал для новых — будет исследована. Позже в том же месяце Белл рассказал о некоторых новых парах персонажей в этом сезоне, сказав: «Сводим Мака и Дейзи вместе; сводим Хантера и Мэй вместе; сводим Бобби и Фитца вместе — внезапно вы получаете все эти разные динамики, все эти разные истории, которых у вас раньше не было». Позже Танчароен выделила количество персонажей в сезоне по сравнению с предыдущим, заявив, что «там больше масштаба и размаха, но в то же время я думаю, что мы немного глубже погружаемся во внутреннюю борьбу каждого персонажа».
В центре шоу сейчас стоит вопрос: «Если бы у вас был выбор [стать нелюдем], вы бы захотели? Вы бы предпочли, чтобы это случилось с вами? Разве это выбор? Люди, которые меняются, как нам относится к ним? Есть ли у них сразу свобода быть теми, кем они хотят быть? Или это очень опасное оружие, которое мы должны контролировать или хотя быть понимать?»
Действие второй части сезона, которая начинается с 11-го эпизода, происходит через три месяца после событий 10-го эпизода. Говоря о структуре сезона и смещении акцента между двумя частями, Белл заявил, что он намерен следовать формату из второго сезона, связывая «целую кучу [интересных нитей], но не все к середине сезона. А потом мы запускаем что-то захватывающее для оставшейся половины... обещание того, что ещё будет». Уидон добавил, что «хотя мы и разбиваем сезон, мы чувствуем, что сезон в целом — это одна арка», и поэтому сериал будет исследовать одни и те же темы во второй половине, «темы того, что значит быть человеком и нелюдем. Что это значит для всех этих людей, когда им приходится жить со своими поступками? Способны ли они на то, на что способны их враги? ...Какого истинная природа человека? Неужели каждый способен на всё, если поставить его в ужасное положение? Или есть истинное добро и истинное зло?» Во второй половине сезона появляется правая группа ненавистников под названием «Сторожевые псы», которая изображена как радикалы, желающие «устранить нелюдей», а также «лекарство», которое может предотвратить терригенезис у ещё не появившихся нелюдей.
«На круги своя» начинается с «таинственного флешфорварда через три месяца в будущем, показывая неопознанного агента „Щ.И.Т.“, который, видимо, умер в космосе». Танчароен назвала это «обещанием чего-то довольно зловещего» и заявила: «Мы будем раскрывать вещи из начала середины сезона вплоть до самого финала. Мы постепенно будем узнавать, что это за образ». Она добавила, что любые «подсказки», скорее всего, будут отыгрываться во время сцен в наше время, а не дальнейших флешфорвардах, например, когда Дейзи получает видение флешфорварда в эпизоде «Пространство-время», где она узнаёт, что «она не может изменить результат этих видений, и будущее есть будущее». Уидон обсудил эту идею, а также «теорию, стоящую за нелюдьми, что каждый из них служит определённой цели», говоря, что нелюди «создаются, они не случайны. Есть недостаток чего-то, что нуждается в заполнении, и будет создан нелюдь, который заполнит эту нишу. Это интересная концепция, с которой нам нравится играть, и это отыгрывается в идею судьбы, которую мы довольно сильно бьём с нашими видениями будущего». По поводу решения убить Линкольна, о чём исполнительные продюсеры знали ещё в начале сезона, когда формировали арки Линкольна, Дейзи и Уорда, Белл сказал, что он «заслужил это», добавив, что Линкольн приходит к тому моменту, когда он понимает, какова его цель, при этом Уидон отметил, что он понимает, что у Дейзи есть другая цель. Уидон продолжил, сказав, что решение было основано на том факте, что сериал не «хочет быть шоу подсчёта тел, но это реальный мир с реальными ставками. Чего мы ещё не делали, так это героической смерти и настоящего самопожертвования. Это было осознанное решение. Мы также думаем, что есть поэзия в том, что человек, делающий это, не считает себя героем. В этом вся прелесть момента — не только для [Дейзи], но это так, и это не только для него, но это так».
Обсуждая финал сезон, Танчароен заявила: «В этом сезоне мы изучили много разных тем: там присутствует понятие цели. Мы также представили нелюдя, который обладает сильным чувством веры. Мы много говорим о судьбе, и все эти вещи переплетаются». Беннет сравнила конец сезона с «концовкой первой книги „Щ.И.Т.а“. Этот финал ощущается как конец чего-то большего и начало совершенно нового тона для шоу». Уидон добавил: «Мы хотели поставить точку в истории [Улья]. Мы знали, когда начинали этот сезон, что наш план был как для Улья, так и для Уорда. Наша цель состояла в том, чтобы сделать это не просто победой — нам нравится получать победу и одновременно проигрывать». На вопрос о том, будет ли сюжетная линия нелюдей заканчиваться с этим же сезоном, Уидон сказал: «Мы думаем, что она никогда не закрывается. Нам нравится то, что мы смогли открыть этот мир и сделать нелюдей постоянной частью вселенной. Теперь у нас есть быстрый способ введения людей со сверхспособностями. Это даёт нам большую свободу действий в нашем мире, и это позволяет взрывать метафоры того, что значит быть другим. Мы никогда не закроем эту главу». По поводу создания прыжка во времени на шесть месяцев вперёд в конце «Вознесения», Белл сказал, что несмотря на то, что каждый персонаж завершает свои арки в этом сезоне, «у нас всё ещё есть много сюжета. В эмоциональном плане, их арки завершены. То, что прыжок позволяет вам сделать, так это сделать сброс... Это позволяет нам отложить много старого сюжета и подобрать много нового». Уидон добавил: «Мы делали это каждый сезон, так что мы хотели сделать это немного раньше... мы бы сделали [прыжок во времени] в первом эпизоде в следующем году, но то, что мы хотели сделать, так это дразнить» вещами, которые придут в конце этого сезона.

### Кастинг
В третьем сезоне все члены основного актёрского состава Кларк Грегг, Минг-На Вен, Бретт Далтон, Хлоя Беннет, Иэн Де Кэскер, Элизабет Хенстридж, Ник Блад и Эдрианн Палики вновь исполнили свои роли из первых двух сезонов, а именно Фил Колсон, Мелинда Мэй, Грант Уорд, Дейзи Джонсон [которая больше не использует имя «Скай»], Лео Фитц, Джемма Симмонс, Лэнс Хантер и Бобби Морс, соответственно. В мае 2015 года Белл сказал, что сценаристы хотели бы включить персонажа Линкольна Кэмпбелла в сезон, так как он был «приятным дополнением» во втором сезоне, и что они с нетерпением хотят исследовать персонажа Альфонсо «Мака» Маккензи по-новому в течение третьего сезона после его роли в финале второго сезона. Люк Митчелл и Генри Симмонс, которые исполняли соответствующие роли Линкольна и Мака в течение второго сезона, впоследствии были повышены до основного актёрского состава в третьем сезоне. Во время третьего сезона погибает Грант Уорд. Его телом завладевает нелюдь-паразит Улей, основанный на существе из комикса «Секретные воины», и эту роль исполняет Далтон. Также из предыдущих сезонов возвращаются Дез Кроуфорд в роли Кибо, Питер Макникол в роли Эллиота Рэндольфа, Блэр Андервуд в роли Эндрю Гарнера, Алисия Вела-Бэйли в роли Алиши Уитли, Брайан Патрик Уэйд в роли Карла Крила, Эдриан Пасдар в роли Гленна Тэлбота, Ракель Гарднер в роли Карлы Тэлбот, Титус Уэлливер в роли Феликса Блейка, Рид Даймонд в роли Дэниела Уайтхолла и Дерек Филлипс в роли О'Брайена.
В июле 2015 года было подтверждено появление в сезоне нелюдя Лэша, злодея из комиксов, в то время как Эндрю Ховард и Констанс Зиммер получили роли Лютера Бэнкса и Розалинд Прайс, соответственно. В августе 2015 года было объявлено, что Мэттью Уиллиг получил роль Лэша, в то время как Хуан Пабло Раба получил роль другого нового нелюдя, Джоуи Гутьерреса. В октябре Пауэрс Бут получил повторяющуюся роль Гидеона Малика, ранее неназванного члена Мирового совета безопасности, которого он играл в фильме «Мстители». В следующем месяце стало известно, что Лэш является нелюдь-формой Эндрю Гарнера, а также было объявлено, что Марк Дакаскос получил повторяющуюся роль Гийеры. В декабре 2015 года Тайлер Риттер появился в роли младшего брата Гранта Уорда, Томаса. Персонаж ранее появлялся как мальчик во флэшбеках эпизода «Колодец». К февралю 2016 года Наталия Кордова-Бакли получила роль Елены «Йо-Йо» Родригес, Секретного воина из комиксов. Аксель Уайтхед и Джон Ханна также появляются в ролях нелюдя Дж. Т. Джеймса / Адское пламя и учёного Холдена Рэдклиффа, соответственно. Кроме того, Александр Рейт неоднократно появляется в роли агента «Щ.И.Т.» Андерсона, в то время как Уильям Сэдлер вновь исполняет роль президента Мэттью Эллиса из «Железного человека 3».

### Дизайн
В этом сезоне появляется новая графика названия сериала, заменяющая ту, которая появлялась в течение первых двух сезонов, а также новый самолёт для команды под названием Зефир Один, разработанный автором визуальных эффектов сериала, FuseFX. Гленн Хетрик снова работал с отделами гримёров и визуальных эффектов, чтобы спроектировать и создать более «уникально»-выглядящих нелюдей, таких как Лэш, после работы над Рейной во втором сезоне. Нанесение Уиллигу грима Лэша занимало 6 часов, но команда гримёров смогла сократить время до 4,5 часов. Прежде чем ввести нового персонажа-нелюдя, необходимо взвесить стоимость создания их способностей, и при этом Белл сказал: «Можем ли мы позволить себе произвести такой эффект? Потому что каждый раз в прошлом году, когда Гордон [телепортировался], мы говорили: „Вау, это было [дорого].“». Для костюмов агентов «Щ.И.Т.», художник по костюмам сериала Энн Фоули позаботилась о том, чтобы отразить тот факт, что они «перешли от разношёрстной группы солдат и учёных к более точному милитаристическому виду, в котором они себя всегда представляли».
Беннет подстригла свои волосы для этого сезона, чтобы ещё больше преобразить свою героиню в Дейзи Джонсон / Дрожь из комиксов, но при этом она не стригла волосы так коротко, как в комиксах. Беннет заявила: «У версии Дейзи Джонсон из комиксов очень короткие волосы в стиле Майли Сайрус. Мы хотели оставаться верными герою комиксов, которую любят фанаты; я хотела угодить им, но также убедиться, что в волосах есть всё ещё есть какое-то движение, длина и сексуальность». Беннет также получила новый костюм в сезоне, а также фирменные перчатки Дрожи. По поводу костюма Фоули сказала: «Всё дело в силе. Она чувствует себя в нём очень сильной... Я хотела остаться верной некоторым образцам, которые я видела в комиксах. В стилистических линиях я хотела отдать небольшую дань тактическим способностям [Дейзи] из прошлого сезона, но мы также включили символ Дрожи в её перчатки и на спине её костюма». Legacy Effects создали перчатки и пояс, «из гибких материалов, окрашенных так, чтобы выглядеть как металл», чтобы никого не травмировать во время трюков.
Потеряв руку в конце второго сезона, Колсон получает протез с «несколькими сюрпризами, скрытыми внутри». Рука развивается в течение всего сезона, а более поздняя итерация проецирует энергетический щит, вдохновлённый аналогичным, который используется Капитаном Америкой в комиксах. Энергетический щит был создан компанией Cosa, одним из авторов визуальных эффектов в сериале.

### Съёмки
Производство сезона началось в конце июля 2015 года в Калвер-Сити, Калифорния, и продолжалось до конца апреля 2016 года. Съёмки для чужой планеты происходили в карьере в Сими-Валли и Нортридже, Лос-Анджелес, недалеко от пустыни Мохаве.

### Музыка
Поскольку сезон вновь обновляет сериал, композитор Беар Маккрири расширил звучание музыки «с большим размахом». В дополнение к введению новых тем для персонажей Лэша и Розалинд Прайс, Маккрири внёс некоторые изменения в оркестр: «Чтобы ввести Лэша, я ввёл более крупную ударные инструменты: безжалостно бьющие тайко, которые я сжал на компьютере и исказил. Этот новый, искажённый звук ударных ужасающ, и он будет становиться всё более важным по мере развития сезона». Маккрири также принёс тромбоны, «чтобы получить самый страшный звук», что привело к тому, что место записи было реконфигурировано, когда их записывали. Для Прайс, её сцены с Колсоном «придают сериалу ощущение плотного политического триллера... Мне очень это нравится, в музыкальном плане. Я ввожу лёгкие акустические ударные, в основном шейкеры в виде яйца, чтобы придать пульсирующим синтезаторам более мягкий край. И я использовал акустическое пианино, чтобы исполнить „Rosalind Theme“ в ключевых моментах её сцен... Её музыка призвана добавить интриги и подозрительности, а заодно и позволить нам немного развлечься с их остроумными шутками». Для «Maveth», Маккрири использовал оркестр из 90 человек, а не типичных 50 или 70 исполнителей из сериала.

### Связь с КВМ
О потенциале сезона для кроссовера с остальной частью КВМ Белл сказал в мае 2015 года: «Я думаю, что [прошлый] год очень хорошо сработал — мы должны быть своим собственным шоу и рассказывать свои собственные истории в кинематографической вселенной Marvel и делать хорошую передачу или связь, но ни то, ни другое не обязано быть последователем другого, и я думаю, что это отличная модель для нас. Этим летом выходит „Человек-муравей“, и он выйдет в прокат и уйдёт из него ещё до того, как мы снова выйдем в эфир в сентябре, так что есть ли что-то рудиментарное от этого или для [«Первого мстителя: Противостояния»] в следующем сезоне, это ещё предстоит определить. Но мы находимся в контакте с киношниками, и они с нами, и каждый раз, когда мы можем положить маленькие пасхалки, это становится очень весело для закоренелых фанатов». Белл также заявил, что существует возможность того, что Хейли Этвелл ещё раз повторит свою роль Пегги Картер для кроссовера «Агента Картер», и, после того, как сериал подтвердил смерть персонажа в «Противостоянии», добавил: «Каждый раз, когда мы можем установить связь с ней, будь то во флешбеке или имея дело с тем, что происходит сейчас, это делает вселенную меньше».
В июне 2015 года стало известно, что в сезоне появится команда «Секретные воины», которая будет представлена персонажами-нелюдьми, вдохновлённая одноимённым комиксом. Действие эпизода «Освобождение» происходит после «Противостояния» и сосредоточен на том, как на Секретных воинов и других нелюдей влияет Заковианский договор, причём некоторые члены команды «Щ.И.Т.» чувствуют, что «нелюди должны быть зарегистрированы, и [другие] чувствуют, что это первый шаг к тому, что их изолируют, заключат в тюрьму, уничтожат». Вен отметила, что «связь есть, но она также очень слаба в данный момент, потому что „Щ.И.Т.“ стал настолько изолированным от того, что происходит с Мстителями и что они не знают, что Колсон жив». О том, как темы «Противостояния» позволили сериалу сделать более философскую связь, чем с предыдущими фильмами, Уидон заявил, что «у нас есть люди по всему миру, у которых есть сверхспособности в шоу, и на это будут разные реакции. Много страха, немного восхищения, некоторые люди хотят использовать это во благо, некоторые люди хотят использовать это во зло. Так что многие из тех же самых тем [из фильма] будут рассмотрены на нашем шоу». Беннет добавила: «Мы уже некоторое время имеем дело с большими проблемами „Противостояния“ в меньшем, более личном масштабе. Это уже строится. У нас своя мини-версия „Противостояния“».
Кроме того, в эпизоде «Многие главы одной истории» сезон связывает сюжетные линии Гидры и нелюдей вместе, переписывая историю Гидры в КВМ, в то время как эпизод «Сторожевые псы» связывает сериал с несколькими другими телешоу КВМ: показывая химическое соединение нитрамен, который был разработан Говардом Старком и показан в эпизодах «Агента Картер», «Сейчас — это не конец» и «Мост и Тоннель»; отмечая войну банд в Адской кухне, как это было показано во втором сезоне «Сорвиголовы»; и ссылаясь на компанию Департамент по Контролю Ущерба, которая была центром внимания одноимённого потенциального сериала КВМ, и которая была позже показана в фильме «Человек-паук: Возвращение домой». Несмотря на сходство между финальным разговором между Дейзи и Линкольном в «Вознесении» и между Стивом Роджерсом и Картер в «Первым мстителем», исполнительные продюсеры не делали эту сценой похожей намеренно, и при этом Уидон заявил, что «есть что-то душераздирающее в том, что вы не можете быть лицом к лицу с этим человеком». В «Вознесении» также вводится концепция Жизнеспособной модели человека.

## Маркетинг

Рекламное изображение для «Агентов „Щ.И.Т.“: Павшего агента»

Для продвижения включения Секретных воинов в сезон, на San Diego Comic-Con International 2015 года Marvel дало фанатам шанс стать частью команды, при этом послы бродили по конвенции, чтобы найти самых преданных фанатов и наградить их ограниченным тиражом булавок «Секретные воины». Затем фанатов с булавками попросили опубликовать свои фотографии с булавкой в социальных сетях, чтобы актёры сериала могли выбрать своих фаворитов. Премьера сезона состоялась 23 сентября 2015 года в Pacific Theatres в The Grove в Лос-Анджелесе, где был показан первый эпизод. В начале октября Marvel выпустило комедийное видео с участием Далтона и главного креативного директора Marvel Entertainment Джо Кесады, обсуждающих потенциальный ребрендинг для Гидры, который был придуман и написан Далтоном. 9 октября 2015 года «Разыскиваемый (Не)людь» был показан на New York Comic-Con, а 26 марта 2016 года «Сторожевые псы» был показан на WonderCon.
Также на WonderCon был выпущен постер, основанный на этом сезоне, сделанный Майком Маккоуном. На нём изображена Дейзи, и её поза является данью уважения хорошо известной обложке «Секретных воин», где изображена версия персонажа из комиксов, и многие персонажи изображены позади неё (Колсон и Прайс, потому что «она действительно была большой частью первой половины сезона и... её смерть — это то, что движет Колсоном», по словам Белла; Фитц и Симмонс; Хантер и Морс; Мэй и Гарнер / Лэш; а также Мак и Елена Родригес). Линкольн изображён сам по себе, чтобы не «брать сверхсильный женский персонаж [Дейзи] и не сводить её к тому, чтобы она стала частью отношений, где она не будет реализована, пока не найдёт своего мужчину», также как и Уорд / Улей и Малик, и последний из них с символом первого на нём: «Мы уже сказали вам, кем стал Уорд, и Улей — это тот человек, с которым Малик действительно в отношениях. Так что тот факт, что отражение находится на нём, или в нём, или вокруг него, является довольно мощным», объяснил Белл.
Начиная с «Сингулярности», финальные эпизоды сезона преподносились как «Агенты „Щ.И.Т.“: Павший агент», «событие из четырёх эпизодов». Marvel выпустило подсказки о том, кто был Павшим агентом в интернете в виде «клипов из эпизодов, художественных работ и многого другого», что привело к окончательному раскрытию в финале сезона. Marvel также выпустило постер для этого события, который воссоздал обложку «культового» выпуска «The Amazing Spider-Man» #121, который служил первым выпуском сюжетной арки «The Night Gwen Stacy Died». Постер, созданный Грегом Лэндом, также появился как «редкий 1:1000» вариант обложки для «Второй гражданской войны» #0. В преддверии последних двух эпизодов сезона Marvel выпустило серию видеороликов, которые «увековечили» каждого из потенциальных персонажей, которые могли бы быть Павшим агентом, причём Павшим агентом в конечном счёте стал Линкольн Кэмпбелл.

## Выпуск

### Трансляция
Третий сезон начал выходить в эфир в США на канале ABC 29 сентября 2015 года, и его показ длился в течение 22 эпизодов. В Австралии сезон транслировался на канале Fox8, а не на Seven Network, как это было с предыдущими сезонами, с двухнедельной задержкой от выхода в эфир в США. В Великобритании сезон показывали на E4, хотя раньше показывали на Channel 4, и его показ состоялся 10 января 2016 года.

### Домашние носители
Показ сезона на Netflix начался в США 16 июня 2016 года, и 1 марта 2017 года он был выпущен на Blu-ray и DVD в Регионе 4.

## Реакция

### Рейтинги
| №  | Название                     | Дата показа      | Рейтинг (18—49) | Зрителей (миллионов) | DVR (18—49) | Зрителей DVR (миллионов) | Всего (18—49) | Всего зрителей (миллионов) |
| -- | ---------------------------- | ---------------- | --------------- | -------------------- | ----------- | ------------------------ | ------------- | -------------------------- |
| 1  | «Законы природы»             | 29 сентября 2015 | 1,7/5           | 4,90                 | 1,2         | 2,96                     | 2,9           | 7,86                       |
| 2  | «Предназначение в машине»    | 6 октября 2015   | 1,6/5           | 4,32                 | 1,2         | 2,92                     | 2,8           | 7,24                       |
| 3  | «Разыскиваемый (Не)людь»     | 13 октября 2015  | 1,4/4           | 3,74                 | 0,9         | 2,48                     | 2,3           | 6,22                       |
| 4  | «Дьяволы, которых ты знаешь» | 20 октября 2015  | 1,5/4           | 3,85                 | 1,0         | 2,54                     | 2,5           | 6,39                       |
| 5  | «4722 часа»                  | 27 октября 2015  | 1,4/4           | 3,81                 | 1,1         | 2,59                     | 2,5           | 6,40                       |
| 6  | «Среди нас скрывается...»    | 3 ноября 2015    | 1,4/4           | 3,84                 | 1,1         | 2,64                     | 2,5           | 6,48                       |
| 7  | «Теория хаоса»               | 10 ноября 2015   | 1,3/4           | 3,49                 | 1,0         | 2,37                     | 2,3           | 5,86                       |
| 8  | «Многие главы одной истории» | 17 ноября 2015   | 1,3/4           | 3,60                 | 1,1         | 2,69                     | 2,4           | 6,29                       |
| 9  | «Отмщение»                   | 1 декабря 2015   | 1,3/4           | 3,84                 | 1,1         | 2,62                     | 2,4           | 6,46                       |
| 10 | «Мавет»                      | 8 декабря 2015   | 1,3/4           | 3,85                 | 0,9         | 2,16                     | 2,2           | 6,01                       |
| 11 | «На круги своя»              | 8 марта 2016     | 1,1/4           | 3,52                 | 1,0         | 2,43                     | 2,1           | 5,95                       |
| 12 | «Свой человек»               | 15 марта 2016    | 1,0/3           | 2,94                 | 0,9         | 2,24                     | 1,9           | 5,18                       |
| 13 | «Шпионское прощание»         | 22 марта 2016    | 0,9/3           | 2,88                 | 0,9         | 2,31                     | 1,8           | 5,19                       |
| 14 | «Сторожевые псы»             | 29 марта 2016    | 1,0/3           | 3,20                 | 0,9         | 2,19                     | 1,9           | 5,39                       |
| 15 | «Пространство-время»         | 5 апреля 2016    | 0,9/3           | 2,81                 | 1,1         | 2,33                     | 2,0           | 5,14                       |
| 16 | «Потерянный рай»             | 12 апреля 2016   | 1,0/3           | 3,01                 | 0,9         | 2,19                     | 1,9           | 5,20                       |
| 17 | «Команда»                    | 19 апреля 2016   | 0,9/3           | 2,85                 | 0,8         | 2,03                     | 1,7           | 4,89                       |
| 18 | «Сингулярность»              | 26 апреля 2016   | 1,0/3           | 3,22                 | 0,9         | 2,16                     | 1,9           | 5,38                       |
| 19 | «Провалившиеся эксперименты» | 3 мая 2016       | 0,9/3           | 2,92                 | 0,9         | 2,10                     | 1,8           | 5,02                       |
| 20 | «Освобождение»               | 10 мая 2016      | 0,9/3           | 2,93                 | 0,9         | 2,03                     | 1,8           | 4,96                       |
| 21 | «Всепрощение»                | 17 мая 2016      | 1,0/4           | 3,03                 | 0,8         | 1,95                     | 1,8           | 4,98                       |
| 22 | «Вознесение»                 | 17 мая 2016      | 1,0/4           | 3,03                 | 0,8         | 1,95                     | 1,8           | 4,98                       |

Сезон в среднем посмотрело 5,52 миллионов зрителей, включая от просмотров на DVR, что ставит его на 85-е место в телевизионном сезоне 2015—16 годов. Он также имел средний рейтинг 2,0 среди взрослых в возрасте от 18 до 49 лет, что ставит его на 47-е место.

### Реакция критиков
На сайте Rotten Tomatoes сезон имеет рейтинг 100%, со средней оценкой 8,19/10, на основе 22 отзывов. Консенсус сайта гласит: «Всё ещё развиваясь в третьем сезоне, „Агенты «Щ.И.Т.»“ ещё больше продвигается вперёд со смесью острых ощущений, юмора и сердца».
Основываясь на премьере, Меррилл Барр из «Forbes» чувствовал, что шоу «сильно повзрослело с первого года своего существования, и с началом третьего сезона трудно представить, какие жалобы могут быть у каких-либо фанатов. Если вы хотите полной непрерывности, вы её получите. Если вы хотите, чтобы люди со сверхспособности сходили с ума, это есть. Если вы хотите целый актёрский состав, который оживляет телевизионный уголок вещания КВМ, тогда больше ничего искать не надо. Дело в том, что с новым сезоном „Агентов“ вы получите всё, что можно было бы просить от шоу». Скотт Меслоу из «Vulture» заявил, что премьера была «пронизана [многими] визуальными знаками, подчеркивая, как „Агенты «Щ.И.Т.»“ постепенно стали более острыми, изящными и более зависимыми от костей своего исходного комиксного материала».
Кевин Фитцпатрик из «Screen Crush» сказал, что «Законы природы» «чувствуется [как] самый уверенный, амбициозный размах в шоу, его насыщенные событиями вступительные минуты — как чёткое заявление миссии с ещё более конкретным фокусом, чем во втором сезоне». Брайан Лоури, делая отзыв для «Variety», сказал: «Телевидение, очевидно, не может конкурировать с бюджетами и экшеном, которые можно найти в летних блокбастерах... но у него есть преимущество в том, что он может исследовать персонажей. „Агенты «Щ.И.Т.»“, очевидно, обладает основной аудиторией, привлечённой к этим атрибутам, и шоураннеры Джед Уидон и Морисса Танчароен превосходно двигали сюжет вперёд — участвуя в более крупных сериализованных сюжетах — в то же время борясь с логистикой этих вспомогательных соображений, которые включают планы для фильма о нелюдях».
Эрик Голдман из IGN оценил сезон на 7,9 из 10, чувствуя, что у него «были свои взлёты и падения, смешивая элементы, которые работали (Дейзи становится Дрожью, драма Фитца и Симмонс), элементы, которые мы могли бы использовать больше (Секретные воины!) и элементы, которые просто никогда не казались правильными (Линкольн и его отношения с Дейзи)». Голдман также чувствовал, что первая половина сезона была «более сильной, более сплочённой из двух половин», когда вышел эпизод «4722 часа», который Голдман назвал «лучшим часом „Агентов «Щ.И.Т.»“ на сегодняшний день». Он раскритиковал темп сезона, сказав, что «некоторые эпизоды чувствовались немного запутанными и могли бы выиграть от небольшого замедления — или просто не пытаясь сделать так много сразу. Иногда это был просто вопрос включения слишком большого количества персонажей или сюжетных линий в отдельные эпизоды, в результате чего некоторые сценарии не успевали дышать или надлежаще построиться, что могло бы быть с эпизодами, сосредоточенными на персонажах».

### Анализ
Связь сезона с «Первым мстителем: Противостоянием», параллельная темам и событиям этого фильма, была отмечена критиками.
Алекс Маккаун из «The A.V. Club» назвал использование Сторожевых псов в сезоне «самым актуальным и важным для нашей реальной ситуации, что „Агенты «Щ.И.Т.»“ когда-либо делали», сравнивая группу с Клайвеном Банди и сторонниками президентской кампании Дональда Трампа в 2016 году, и чувствуя, что «отрадно видеть, что сериал закладывает такую большую основу в ожидании отражения событий „Противостояния“. Мы все говорили о том, как фильмы влияют на шоу, но не наоборот. Это повествование означает, что „Агенты“ в полной мере использует свою среду для того, чтобы рассказать историю, которую не может рассказать предстоящий фильм о Капитане Америке: полное и чреватое последствиями исследование необходимости защиты свободы и частной жизни, даже для тех, кто обладает экстраординарными способностями».
Фитцпатрик дальше обсуждал «совершенно жуткую параллель с текущими событиями», которую Сторожевые псы принесли в сериал, говоря, что «если вы достаточно долго смотрите новости, они начинают отражать вымысел, и, боже, если „Агентам «Щ.И.Т.»“ это не принесло ужасающей пользы [в «Сторожевых псах»]... Иногда любой, кто нуждается в ком-то, чтобы обвинить его в своих бедах, может оказаться среди радикалов». Фитцпатрик отметил, что другие связи КВМ в том же эпизоде «никогда не чувствовались трудолюбивыми, а скорее обжитыми с миром, который тянется назад к технологиям Старка эпохи „Агента Картер“, бросают странную пасхалку „Сорвиголовы“ и помогают контекстуализировать мир, где герои создают роняющих страны роботов... Злободневный изгиб, подобный сегодняшним „Сторожевым псам“, сделанный для отличного угла, чтобы создать этот мировой менталитет, не чувствуя себя особенно подчинённым фильмам».

### Награды
«The Atlantic» назвал «4722 часа» одним из лучших телевизионных эпизодов 2015 года.
| Год  | Награда                      | Категория                                    | Номинант           | Результат | Прим.   |
| ---- | ---------------------------- | -------------------------------------------- | ------------------ | --------- | ------- |
| 2015 | Исполнитель недели от TVLine | Выступление в «Законах природы»              | Иэн Де Кэскер      | Победа    | [ 151 ] |
| 2015 | Исполнитель недели от TVLine | Выступление в «4722 часах»                   | Элизабет Хенстридж | Победа    | [ 152 ] |
| 2016 | Kids' Choice Awards          | Любимое семейное телешоу                     | «Агенты „Щ.И.Т.“»  | Номинация | [ 153 ] |
| 2016 | Kids' Choice Awards          | Любимая актриса телевидения — семейное шоу   | Хлоя Беннет        | Номинация | [ 153 ] |
| 2016 | Kids' Choice Awards          | Любимая актриса телевидения — семейное шоу   | Минг-На Вен        | Номинация | [ 153 ] |
| 2016 | Исполнитель недели от TVLine | Выступление в «Шпионском прощании»           | Эдрианн Палики     | Номинация | [ 154 ] |
| 2016 | Сатурн                       | Лучший супергеройский телесериал             | «Агенты „Щ.И.Т.“»  | Номинация | [ 155 ] |
| 2016 | Teen Choice Awards           | Choice TV: Злодей                            | Бретт Далтон       | Номинация | [ 156 ] |
| 2016 | California on Location       | Подбор натуры года – одночасовое телевидение | Джастин Хилл       | Победа    | [ 157 ] |

## Комментарии
1. ↑  Из-за его способности, как Нелюдя, вселяться в тела трупов, роль Улья временно исполнял Диллон Кейси, когда он реанимировал тело Уилла Дэниелса, прежде чем Далтон снова стал играть его, когда он воскресил тело Уорда.[25][26] Кроме того, во флэшбеках, роль изначальной человеческой формы Улья исполнял Джейсон Гловер.[27]